# 小島明
小島 明（こじま あきら、1942年7月18日 - ）は、日本のジャーナリスト、国際経済学者。

## 略歴
神奈川県横浜市生まれ。1965年早稲田大学第一政治経済学部経済学科卒、日本経済新聞社入社　編集局外報部（現国際部）。1969-1970年ブリティッシュ・カウンシル・スカラーとして英マンチェスター大学を卒業。1972年経済部記者、1978-1982年ニューヨーク特派員・支局長、1982年経済部編集委員兼論説委員、1992年編集局次長兼国際第一部長、1994年論説副主幹、1997年取締役・論説主幹、慶応義塾大学商学研究科教授を兼ねる。2000年常務取締役、2003年専務取締役、2004-2008年日本経済研究センター会長を務め、2007年日本経済新聞社顧問、2008年日本経済研究センター特別顧問、2010年研究顧問、2012年参与、政策研究大学院大学理事、客員教授。1978年、1989年ボーン・上田記念国際記者賞受賞。1989年日本記者クラブ賞受賞。

## 著書
- 『横顔の米国経済 建国の父たちの誤算』日本経済新聞社 1982
- 『調整の時代 日米経済の新しい構造と変化』集英社 1989
- 『グローバリゼーション 世界経済の統合と協調』中公新書 1990
- 『日本の選択〈適者〉のモデルへ』NTT出版 2007
- 『「日本経済」はどこへ行くのか 1 (危機の二〇年)』平凡社 2013
- 『「日本経済」はどこへ行くのか 2 (再生へのシナリオ)』平凡社 2013

### 共著
- 『21世紀の日米関係 経済・外交・安保の新たな座標軸』ドン・オーバードーファー共著 日本経済新聞社 1998

### 翻訳
- ジョン・ケネス・ガルブレイス『アメリカの保守と革新 民主党はよみがえるか』太田哲夫共訳 ぺりかん社 1971